# Omphaletis obscurata
Omphaletis obscurata là một loài bướm đêm trong họ Noctuidae.